# Dinker
Dinker – wieś w gminie Welver w powiecie Soest, w kraju związkowym Nadrenia Północna-Westfalia, w rejencji Arnsberg.

## Demografia
Według spisu ludności z końca 2024 roku, w Dinker mieszkało 793 mieszkańców, z czego 391 to mężczyźni, a 402 kobiety.

## Geografia

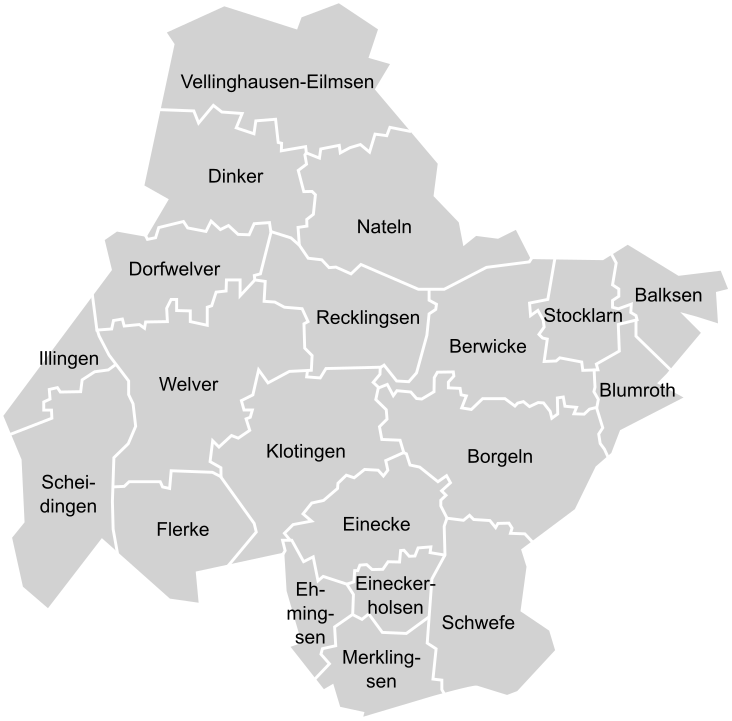
Dzielnice gminy Welver

Dinker mierzy powierzchnię 4,60 km².
Dzielnica leży w północnej części gminy i graniczy z czterema innymi dzielnicami: Vellinghausen-Eilmsen, Nateln, Recklingsen i Dorfwelver.

## Etymologia
Nazwa wsi wywodzi się od imienia właściciela tamtejszych terenów w XII wieku, Thiodericus de Thinkere.

## Historia
Pierwsza wzmianka o Dinker pochodzi z 1166 roku.

### Reorganizacja gmin
W ramach reorganizacji gmin 1 lipca 1969 roku Dinker wraz z 20 innymi miejscowościami stało się częścią nowej gminy Welver.

## Polityka
Burmistrzem Dinker jest Sebastian Schütz.